# Joan Harrison
Joan Cynthia Harrison (East London, 29 de novembro de 1935 – 20 de maio de 2025) foi uma nadadora sul-africana, ganhadora de uma medalha de ouro nos Jogos Olímpicos de Helsinque em 1952.
Entrou no International Swimming Hall of Fame em 1982.

## Morte
Harrison morreu no dia 20 de maio de 2025, aos 89 anos.